# داريا أوساشيفا
داريا رومانوفنا أوساشيفا (بالروسية: Усачёва, Дарья Романовна) هي متزلجة على الجليد روسية، ولدت في 22 مايو 2006 في روسيا.

## روابط خارجية
- داريا أوساشيفا على موقع الاتحاد الدولي للتزلج (الإنجليزية)